# Veliki škržat
Veliki škržat (znanstveno ime Lyristes plebejus) je predstavnik škržatov, razširjen po vsem Sredozemlju. V Sloveniji je največji med vsemi škržati, živi v Slovenski Istri, na Goriškem in Krasu.
Prepoznaven je po zelo glasnem ritmičnem cvrčanju (»žaganju«); napev iz ritmičnega dela preide v enakomeren monoton, pojemajoč zvok, ki na koncu ponovno preide v glasno cvrčanje (»žaganje«). Lahko se pojavlja zelo množično, v toplih delih leta pojejo samci v glasnih, neumornih zborih.